# Jake Muzzin
Jake Muzzin (Woodstock, 21 febbraio 1989) è un hockeista su ghiaccio canadese.

## Palmarès

### Mondiali
- 1 medaglia:
  - 1 oro (Repubblica Ceca 2015)